# Passagem (Cabo Frio)
Passagem é um bairro histórico da cidade de Cabo Frio, no estado do Rio de Janeiro. Foi o primeiro núcleo urbano da cidade, iniciado no ano de 1616, pelo português Estevão de Gomes. E foi o único núcleo urbano até o ano de 1660.
O conjunto arquitetônico e urbanístico situado no Largo de São Benedito e arredores, no bairro da Passagem, é um patrimônio histórico e cultural estadual, tombado pelo Instituto Estadual do Patrimônio Cultural (NEPAC), na data de 31 de dezembro de 2002, sob o processo de nº E-18/001.729/2002.

## História
No ano de 1616, Estevão de Gomes, foi designado pela Coroa Portuguesa, para comandar as tropas que se encontravam no Forte de Santo Inácio. E na margem direita do canal de Itajuru, iniciou o povoado.
Em 1660, o centro urbano foi deslocado para outra região e o bairro da Passagem passou a ser habitada por pescadores, marinheiros e construtores de embarcações, pela facilidade ao acesso ao porto na boca da barra.
Atualmente, o bairro da Passagem tornou-se um polo gastronômico, onde, nos fins de semana e feriados, entre às 16:00 e 2:00, o transito de automóveis é restrito aos moradores cadastrados.

## Construções

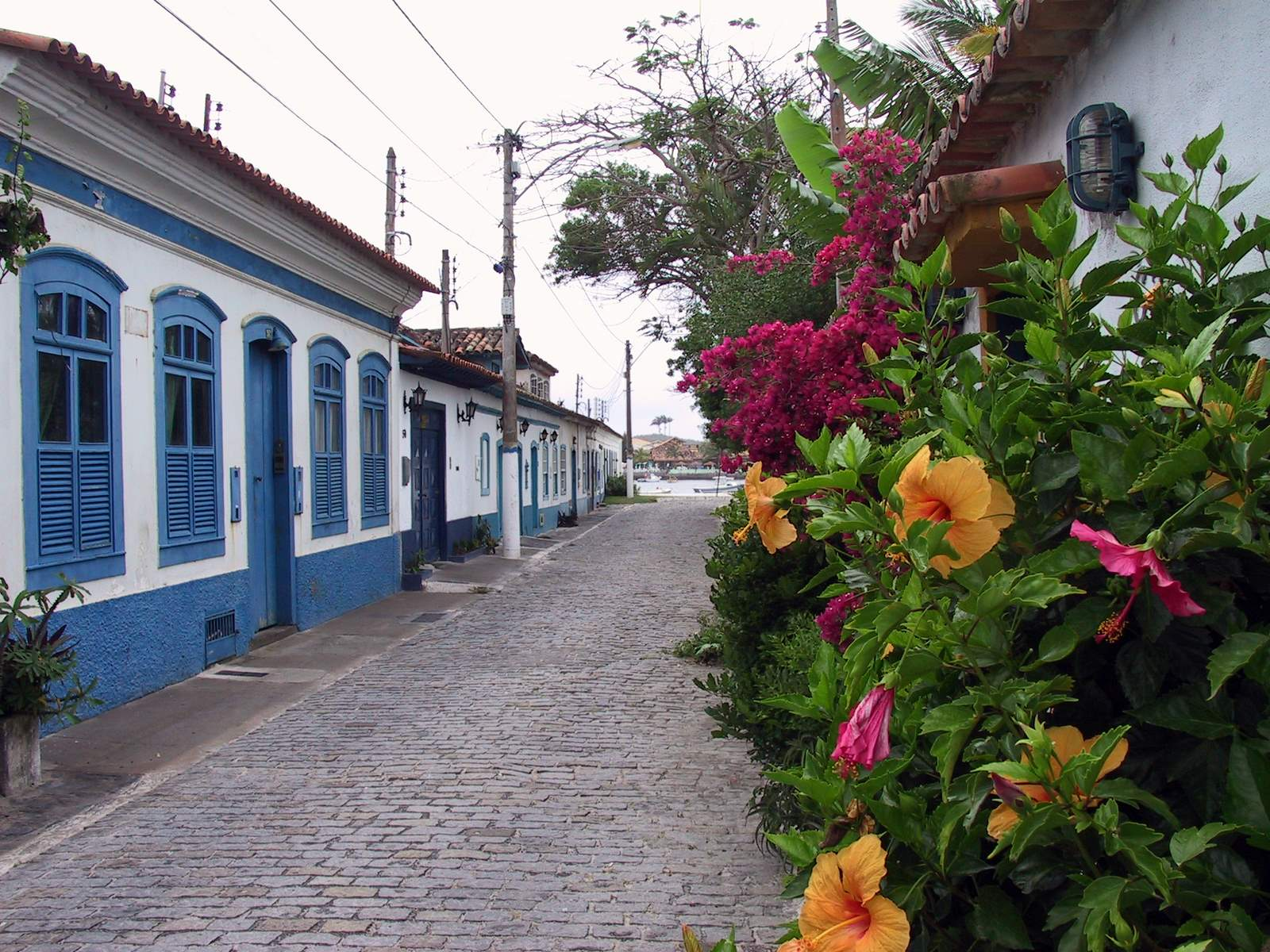
Rua Manoel Antônio Ribeiro

O bairro histórico da Passagem é constituído, em sua maioria, de edificações de um ou dois andares, do século XIX e XX, que ainda possuem suas fachadas em estilo colonial. As ruas são arborizadas, estreitas e calçamento de pedras. Possui um largo, denominado Largo de São Benedito, onde se localiza a Igreja de São Benedito, construída em 1761.

## Localização
O bairro da Passagem está localizado na margem direita da restinga do canal de Itajuru e próximo a boca da barra da lagoa de Araruama.